# Келлер, Ска
Франциска Мария «Ска» Келлер (нем. Franziska Maria „Ska“ Keller; р. 22.11.1981, Губен) — немецкий политик. Член Партии зеленых. Активист борьбы за права мигрантов. С 2007 по 2009 год стояла во главе земельной организации зелёных в Бранденбурге. С 2009 года — член Европарламента от Европейской партии зеленых. Специализируется на вопросах миграции и отношений ЕС с Турцией. Вместе с Жозе Бове возглавляла список партии на выборах 2014 года и являлась кандидатом зелёных на пост председателя Еврокомиссии.

## Биография
Изучала исламоведение, тюркологию и иудаистику в Свободном университете Берлина, затем продолжила образование в Стамбуле. Замужем за финским активистом Маркусом Драке. Проживает в Брюсселе. Помимо родного немецкого, свободно владеет английским, французским и испанским, а также немного говорит по-турецки и по-арабски.

## Политическая карьера
С 2001 по 2004 год член правления Союза зелёной молодёжи Германии, с 2005 по 2007 год была пресс-секретарем Федерации молодых европейских зелёных. В 2002 году вступила в партию Союз 90/Зелёные. В 2005 стала членом правления земельной организации партии в Бранденбурге. Одновременно, с 2005 по 2009 год возглавляла партийную организацию района Шпре-Найсе. Активно участвовала в подготовке земельного референдума против разработки новых буроугольных карьеров в регионе. В июне 2009 года избрана от зелёных в Европарламент (седьмое место в партийном списке). В Европейском парламенте участвует в работе Комиссии по международной торговле и Комиссии по гражданским свободам, правосудию и внутренним делам, а также делегаций совместных парламентских комиссий ЕС—Мексика и ЕС—Турция.
В январе 2014 года по результатам интернет-праймериз вместе с французом Жозе Бове возглавила список Европейской партии зелёных на выборах в Европарламент.
После отставки Ребекки Хармс с поста сопредседателя фракции «Зелёные — Европейский свободный альянс» (Greens/EFA) (вместе с Филиппом Ламбертсом), 14 декабря 2016 года избрана новым сопредседателем. В сентябре 2022 года объявила о своей отставке. 12 октября новым сопредседателем избрана Терри Рейнтке.